# Eric Namesnik
Eric John Namesnik (* 7. August 1970 in Butler, Pennsylvania; † 11. Januar 2006 in Ypsilanti, Michigan) war ein US-amerikanischer Schwimmer. Ab Anfang der 1990er Jahre gehörte er zu den besten Lagenschwimmern der Welt.
Namesnik gehörte von 1989 bis 1993 dem Schwimmteam der University of Michigan an. Sein Durchbruch an die internationale Weltspitze gelang ihm 1991, als er bei den Schwimmweltmeisterschaften in Perth über 200 und 400 Meter Lagen die Silbermedaille gewann.
Bei den Olympischen Spielen 1992 und 1996 errang er jeweils Silber über 400 Meter Lagen. Dazwischen holte er bei den Weltmeisterschaften 1994 Bronze über 400 Meter Lagen.
Namesnik war der erste US-amerikanische Schwimmer, der über 400 Meter die Marke von 4:15:00 Minuten unterbot. Insgesamt gelang es ihm in seiner Karriere vier Mal, den US-amerikanischen Rekord über diese Strecke zu verbessern.
Nach Beendigung seiner aktiven Laufbahn arbeitete er an der University of Michigan als Assistent von Schwimmtrainer Jon Urbanchek. 
Am 7. Januar 2006 verunglückte Namesnik mit seinem Auto in Pittsfield Township auf eisglatter Fahrbahn schwer. Vier Tage später erlag er im Alter von 35 Jahren seinen Verletzungen.
Namesnik hinterlässt Ehefrau und zwei Kinder.